# Celeste Caeiro
Martins Caeiro est un nom portugais ; le premier nom de famille (d'usage facultatif) est Martins et le second est Caeiro.
Celeste Martins Caeiro ou Celeste dos cravos (en français : Celeste aux œillets, Celeste [celle] des œillets), née le 2 mai 1933 à Socorro (Lisbonne) et morte le 15 novembre 2024 à Leiria, est une pacifiste et restauratrice portugaise. Ses actions ont donné son nom à la révolution des Œillets.

## Biographie
Celeste Caeiro est née en 1933. Elle acquiert sa renommée durant la révolution visant à renverser Marcelo Caetano. Elle donne des fleurs aux soldats de la révolution des Œillets le 25 avril 1974. Elle travaille alors dans le restaurant « Sir » du Rua Braancamp à Lisbonne. Le restaurant avait prévu de donner des fleurs à sa clientèle le 25 avril, mais cette opération est annulée en raison des événements. Elle est alors renvoyée chez elle avec la permission d'emporter les fleurs rouges et blanches.
Elle offre les fleurs aux soldats occupant les blindés déployés lors de l'événement et ceux-ci les placent sur le canon de leurs fusils,,. L'idée est reprise et les commerces de fleurs en donnent davantage afin de décorer les armes des soldats mutinés.
La date anniversaire de la révolution des Œillets est un jour férié au Portugal.
Elle meurt le 15 novembre 2024, à l'âge de 91 ans,, d’une insuffisance respiratoire, dans un hôpital de Leiria, au nord de la capitale portugaise.